# Ustroń (rejon mołodecki)
Ustroń – dawny folwark. Tereny, na których był położony leżą obecnie na Białorusi, w obwodzie mińskim, w rejonie mołodeckim, w sielsowiecie Lebiedziewo.

## Historia
W czasach zaborów folwark w okręgu wiejskim Lebiedziewo, w gminie Lebiedziewo, w powiecie wilejskim, w guberni wileńskiej Imperium Rosyjskiego. W 1865 roku liczył 10 mieszkańców w 1 domu, własność Wołczaskiech.
W latach 1921–1945 folwark leżał w Polsce, w województwie wileńskim, w powiecie wilejskim, od 1927 roku w powiecie mołodeczańskim,  w gminie Lebiedziewo.
Według Powszechnego Spisu Ludności z 1921 roku zamieszkiwały tu 47 osób, 21 było wyznania rzymskokatolickiego a 26 prawosławnego. Jednocześnie 21 mieszkańców zadeklarowało polską a 26 białoruską przynależność narodową. Było tu 5 budynków mieszkalnych. W 1931 w 5 domach zamieszkiwało 51 osób.
Wierni należeli do parafii rzymskokatolickiej i prawosławnej w Lebiedziewie. Miejscowość podlegała pod Sąd Grodzki w Mołodecznie i Okręgowy w Wilnie; właściwy urząd pocztowy mieścił się w Lebiedziewie.
W wyniku napaści ZSRR na Polskę we wrześniu 1939 miejscowość znalazła się pod okupacją sowiecką. 2 listopada została włączona do Białoruskiej SRR. Od czerwca 1941 roku pod okupacją niemiecką. W 1944 miejscowość została ponownie zajęta przez wojska sowieckie i włączona do Białoruskiej SRR.